# Qüestió jueva
La qüestió jueva (de l'anglès, jewish question; posteriorment, en alemany, Judenfrage o Judensache) és el conjunt de circumstàncies que històricament envoltaven l'estatus desigual de les minories de jueus a Europa, especialment asquenazites, respecte a les poblacions majoritàries de cada Estat. Els assumptes a resoldre eren de tipus civil, legal i nacional, i es van començar a adreçar a l'època de la Il·lustració i la Revolució Francesa per part de polítics, escriptors i la societat en general. Entre els problemes que calia esmenar es trobaven els impediments legals i econòmics imposats als jueus, la igualtat dins la societat, l'emancipació jueva, i els temes sorgits de la Il·lustració jueva. Algunes d'aquestes qüestions, com l'assimilació dels membres de la diàspora o el sorgiment del sionisme, varen seguir sent actuals durant el segle xx. La discussió d'aquesta "qüestió jueva" a la dècada del 1880 vingué motivada per un auge de l'antisemitisme durant aquells anys, juntament amb els primers intents d'establir un estat jueu.

## Història de la qüestió
El terme «Qüestió Jueva» va ser emprat per primer cop a Gran Bretanya entorn de l'any 1750. El 1753 apareix en un text polític referent a la integració dels jueus a la societat: Jewish Naturalization Act 1753. Segons la historiadora de l'Holocaust Lucy Dawidowicz, l'expressió era una formulació neutral per parlar de l'actitud negativa envers la persistent singularitat dels jueus com a nació, mentre que els nacionalismes moderns i els estats nació estaven en ple desenvolupament. Dawidowicz escriu que «les històries de l'emancipació jueva i de l'antisemitisme europeu estan repletes de solucions a la qüestió jueva». Després de la Revolució Francesa el 1789 arribà a França una primera onada de discussions sobre la question juïve, mentre que Alemanya es faria eco d'aquesta idea després del tractat de Bruno Bauer Die Judenfrage.
A partir d'aquell moment es redactaren centenars d'altres tractats, pamflets, articles de premsa i llibres, oferint solucions de diferent tipus com deportació, repatriació o bé assimilació de la població jueva. De manera semblant, moltes obres literàries proposaven solucions d'un tipus diferent: reintegració i educació. Aquest debat, però, no arribava a discernir si el problema de la qüestió jueva tenia més a veure amb problemes causats pels opositors dels jueus alemanys o a l'inrevés: la mateixa existència de jueus a Alemanya per als seus detractors.
A partir de 1860 la idea va començar a adquirir una tendència cada cop més agressivament antisemita: es feia servir per culpar col·lectivament els jueus d'impedir la identitat i la cohesió de la nació alemanya, i se'ls acusava de ser enemics en terra dels alemanys ètnics. Autors antisemites com Wilhelm Marr, Karl Eugen Dühring, Theodor Fritsch, Houston Stewart Chamberlain o Paul de Lagarde entre d'altres decidiren que el problema tenia dimensions «racials» i que no es podria solucionar a través de la integració. Aquests autors demanaven la «desjudaització» de la premsa, el sistema escolar, la política, l'economia i la cultura, i condemnaven els matrimonis entre jueus i gentils.
Al segle xx, la idea va donar lloc a una de les més infames expressions dels nazis, culminant amb el compliment d'allò que anomenaren "La solució final a la qüestió jueva" durant la Segona Guerra Mundial.

## Bruno Bauer
Al seu llibre La Qüestió Jueva (Die Judenfrage), publicat el 1843, Bruno Bauer declarava que l'emancipació política dels jueus només seria admissible si abandonaven les seves consciències religioses particulars, ja que la idea d'emancipació requereix un estat laic, que en principi no deixa lloc per identitats socials com la religió. Segons Bauer, les demandes de tipus religiós són incompatibles amb la idea dels "drets de l'home". La veritable emancipació política, per Bauer, requereix l'abolició de la religió.

## Karl Marx
Karl Marx va escriure una rèplica a Bauer en forma del seu assaig de 1844 Sobre la qüestió jueva. Marx hi contradiu l'opinió de Bauer que la naturalesa de la religió jueva impedeix l'assimilació d'aquest poble. La resposta de Marx consisteix en una anàlisi de les condicions socials i econòmiques específiques d'aquest grup a Europa que es dilueixen amb l'adveniment del capitalisme a les societats europees.
Marx fa servir també el tractat de Bauer per descriure la seva versió dels drets civils. Marx creu que Bauer s'equivoca en la idea que en un "estat laic" la religió ja no tindrà cap mena de rol en la vida social i posa com a exemple la universalitat de la religió als Estats Units, país que no té cap mena de religió estatal, a diferència de Prússia. Segons l'anàlisi de Marx, la laïcitat no s'oposa a la religió, sinó que més aviat la pressuposa. L'eliminació dels qualificatius religiosos o de propietat als ciutadans no vol dir que s'hagi abolit la religió o la propietat, sinó que en l'Estat secular es contempla els individus en abstracte respecte a aquests trets. Referint-se a aquest aspecte Marx passa de la qüestió de la llibertat religiosa a allò que veritablement li interessa en l'anàlisi de Bauer sobre l'emancipació política. Marx conclou que mentre que els individus poden ser espiritualment i políticament lliures en un estat laic, encara tenen impediments en forma de desigualtat econòmica. Aquestes idees formarien la base de la seva crítica posterior del capitalisme.